# Arthur Rowe (atleta)
Arthur Rowe   (Barnsley, 17 d'agost de 1936 - Barnsley, 13 de setembre de 2003) fou un atleta anglès, especialista en el llançament de pes, que va competir durant les dècades de 1950 i 1960.
En el seu palmarès destaca una medalla d'or en la prova del llançament de pes del Campionat d'Europa d'atletisme de 1958, així com una medalla d'or als Jocs de l'Imperi Britànic i de la Comunitat de 1958. Entre 1957 i 1961 va millorar quinze vegades el rècord de la Gran Bretanya en llançament de pes.
El 1960 va prendre part en els Jocs Olímpics d'Estiu de Roma, on quedà eliminat en sèries en la prova del llançament de pes del programa d'atletisme.

## Millors marques
- Llançament de pes. 19,56 metres (1961)[6]